# Regiunea Sofia, Bulgaria
Regiunea Sofia este un oblast bulgar, care înconjoară capitala țării, Sofia. Se află în vestul țării și se învecinează cu regiunile Montana, Vrața, Loveci, Plovdiv, Pazardjik, Blagoevgrad, Kiustendil, Pernik și orașul Sofia. Regiunea Sofia este situată la granița Bulgariei cu Serbia.